# 卡溫古拉
8°5′S 19°5′E / 8.083°S 19.083°E
卡溫古拉（葡萄牙語：Caungula），是安哥拉的城鎮，位於該國東北部，由北倫達省負責管轄，主要農作物有西紅柿、大米、咖啡、紅薯、木薯、花生和玉米，2006年人口63,992。